# Styles P
Styles P, właśc. David Styles (ur. 28 listopada 1974 w Yonkers) – amerykański raper. Jego ojciec jest pochodzenia amerykańskiego, matka afrykańskiego. Jest członkiem grup The Lox, D-Block i Ruff Ryders. Jest znany ze swoich harcore’owych tekstów.

## Kariera muzyczna
Urodzony w Queens, wychowywał się w Yonkers, Styles zaczął rapować z Jadakissem, Kasaanem i Sheekiem. Podpisał kontrakt z wytwórnią Bad Boy Records, stał się członkiem grupy The Lox („Living Off Xperience”), nagrywał piosenki z Biggiem, Puff Daddy i Darrenem Blackburnem. W 1998, The Lox wydali Money, Power & Respect z przebojem o tym samym tytule z Lil Kim i członkiem grupy Ruff Ryders DMX-em. Potem Styles rozpoczął zaczął starać się o rozwiązanie kontraktu z Bad Boys, a po nim reszta Lox. Kiedy to się udało, podpisali kontrakt z wytwórnią Interscope. Wkrótce wydali jako grupa album „We Are the Streets” i „Kiss tha Game Goodbye” Jadakissa.
W 2002 Styles wydał swój debiutancki album „A Gangster and a Gentleman”. Zawiera utwór „The Life” nagrany z Pharoahe Monch, który został najpierw nagrany na składankę „Soundbombing 3" Rawkus Records. Hitem stał się również utwór o marihuanie, „Good Times (I Get High)”, Jeden z najczęściej puszczanych utworów w 2002 roku.
W 2003 roku, Styles i Jadakiss nagrali utwór na „Oz Soundtrack” zatytułowany „Some Niggas”. Opowiada o życiu w więzieniu. Piosenka ta stała się najlepiej, z tego albumu, znaną na ulicach.
W 2004 roku ukazał się nowy mixtape Stylesa, „Ghost Stories”, wydany tylko w Nowym Jorku. Dopiero w następnym roku został rozprzestrzeniony w innych miastach i w Internecie. Styles również wystąpił na przebojowym „Locked Up” Akona.
W 2005 wystąpił z Jadakissem na przebojowym remiksie „We Belong Together”; na albumie Miri Ben-Ari „The Hip-Hop Violinist” („We Gonna Win”). Wydał dwa mixtape’y: „Ghost in the Shell” (wiosną) i „Ghost in the Machine” (jesienią).
Styles P wystąpił na wielu utworach raperów takich jak Ghostface Killah, Jadakiss i Method Man. Prawdopodobnie pojawi się również na nadchodzącym albumie DMX-a The Resurrection of Hip-Hop.
Styles opowiada o stracie swojego młodszego brata na kawałku „My Brother”, jednym z utworów, na których Styles najbardziej wyraża swoje emocje.
Styles czerpie swoją inspirację głównie od młodszego kuzyna, Steve’a Caruso.

## Beefy
W 2001 Jadakiss na wywiadzie w Source Magazine stwierdził, że raperzy z Filadelfii kopiują jego styl. Beanie Sigel z Roc-A-Fella wydał dwa dissy w odpowiedzi. Styles z The Lox nagrał freestyle’a, w którym dissuje Beaniego, Freewaya, Jaya-Z i wszystkich z Roc-a-Fella.
Styles P, jako członek grupy D-Block, odgrywał ważną rolę w beefie z G-Unit. Kłótnia miała swój początek późno w 2004, kiedy Ja Rule, raper znany ze swojego beefu z 50 Centem, wydał album zatytułowany „R.U.L.E.”. Na zawartym na nim utworze „New York” wystąpił również Jadakiss.
50 Cent powiedział, że wystąpienie Jadakissa na R.U.L.E. traktuje jako atak i zdissował całe The Lox na „Piggy Bank” z albumu „The Massacre”.
Spowodowało to poważny beef pomiędzy D-Block a G-Unit, w którym natychmiast wziął udział Styles. Powstało wiele mixtape’ów, na których znalazły się dissy autorstwa Stylesa, szczególnie dużo pojawiło się ich na Ghost in the Machine, które zawiera chociażby „Invite to 50" (również „Snitching 101” czy „Pussy Niggas”).
Dobrze znanym dissem jest „Kiss Your Ass Goodbye”, które pojawiło się w 2005 na wielu mixtape’ach i na albumie Sheeka „After Taxes”. Innymi znanymi utworami przeciwko G-Unit są „Ms. Jackson” i „Problem Child”.
Na Hot 97 Styles odbył rozmowę telefoniczną z 50 Centem, w której beef został zakończony.

## Time Is Money
Planowaną datę wydania albumu wielokrotnie zmieniano: początkowo miało to być wiosną 2005. Jesienią 2005 z października przełożono na listopad. Time Is Money zostało ostatecznie wydane 19 grudnia 2006 roku.
„I’m Black”, pierwszy singiel zyskał duży rozgłos, podobnie jak „Can You Believe It” z Akonem, do którego powstał klip. Gościnnie wystąpili również Gerald Levert, Jagged Edge, J-Hood, Marsha Ambrosius, Rashad, Talib Kweli i The Lox. Podkłady zostały skomponowane przez takich producentów jak Swizz Beatz czy Scott Storch.

## Dyskografia

### Albumy solowe
- A Gangster and a Gentleman (2002) złoto
- Ludacris Presents Disturbing Tha Peace (2005)
- Time Is Money (2006)
- Super Gangster (Extraordinary Gentleman) (4 grudnia 2007)

### The Lox/D-Block
- Money, Power & Respect (1998)
- We Are the Streets (2000)
- Peer Pressure (2005)
- CD/DVD Mixtape (2005)
- Street Muzik (2007)

### Mixtape’y
- Big Mike & Supa Mario – Ghost Stories: The World According to P (2004)
- Big Mike & Supa Mario – Ghost in the Shell (2005)
- Big Mike & Supa Mario – Ghost in the Machine (2005)
- The Ghost Sessions (2007)
- Independence (2007)
- DJ Drama – The Ghost Who Sat by the Door
- Big Mike & Poobs – The Phantom
- Big Mike – The Phantom Menace

### Single
| Rok  | Utwór                                                                      | (Top 100 | Hot R&B | Hot Rap | UK Singles | Album                                   |
| ---- | -------------------------------------------------------------------------- | -------- | ------- | ------- | ---------- | --------------------------------------- |
| 2002 | „Good Times”                                                               | 22       | 6       | 8       | –          | A Gangster & a Gentleman                |
| 2002 | „The Life” (featuring Pharaohe Monch)                                      | –        | 66      | –       | –          | A Gangster & a Gentleman                |
| 2002 | „Jenny from the Block” (Jennifer Lopez featuring Jadakiss & Styles P)      | 3        | –       | –       | 3          | This Is Me...Then                       |
| 2004 | „Locked Up [Remix]” (Akon featuring Styles P.)                             | 8        | –       | –       | 5          | Trouble                                 |
| 2005 | „Can You Believe It” (featuring Akon)                                      | –        | 32      | –       | –          | Time Is Money                           |
| 2005 | „I’m Black” (featuring Marsha of Floetry)                                  | –        | 94      | –       | –          | Time Is Money                           |
| 2006 | „We Belong Together” [Remix]” (Mariah Carey featuring Jadakiss & Styles P) | 1        | 1       | 1       | 3          | The Emancipation of Mimi                |
| 2006 | „Who Want a Problem [Remix]” (featuring Swizz Beatz/Jadakiss/Sheek Louch)  | –        | –       | –       | –          | Time Is Money                           |
| 2007 | „Blow Ya Mind” (featuring Swizz Beatz)                                     | –        | 101     | –       | –          | Super Gangster, Extraordinary Gentleman |

### Gościnnie
- Blown Away -- Akon (ft. Styles P)
- Locked Up -- Akon (ft. Styles P)
- D-Block 2 QB – Alchemist ft. Styles P. Havoc, Big Noyd & J-Hood)
- Live From the Streets -- Angie Martinez (ft. Jadakiss, Styles P, Beanie Sigel, Kool G Rap & B.R.E.T.T.)
- Ghetto Love Remix – Angie Stone ft. Styles P.
- In the Ghetto -- Bronz N Blak (ft. Styles P)
- Pop That Cannon -- Cassidy (ft. Styles P)
- I’m Not You -- Clipse (ft. Roscoe P. Coldchain, Jadakiss, Styles P)
- Watch Out -- DJ Khaled (ft. Akon, Styles P, Fat Joe)
- It’s Personal -- DMX (ft. Styles P, Jadakiss)
- Shot Down -- DMX (ft. 50 Cent and Styles P)
- Respect My Gangsta -- Drag-On ft. Styles P
- Keep It Gangsta (Remix) -- Fabolous (ft. Styles P., Paul Cain, Jadakiss & M.O.P.)
- Shotgun Session -- Fat Joe & Styles P.
- One Blood (Remix) The Game (ft. Jim Jones, Snoop Dogg, Nas, T.I., Fat Joe, Lil Wayne, N.O.R.E., Jadakiss, Styles P, Fabolous, Juelz Santana, Rick Ross, Twista, Kurupt, Daz, WC, E-40, Bun B, Chamillionaire, Slim Thug, Young Dro, Clipse & Ja Rule)
- Don Status – Guru (ft. Styles P.)
- Metal Lungies -- Ghostface Killah (ft. Styles P. & Sheek Louch)
- The Hardest Out Hell Rell (featuring Styles P)
- Jenny From the Block -- Jennifer Lopez (ft. Styles P and Jadakiss)
- Karaoke Nite – Jin ft. Styles P.
- Go Hard -- Killa Klump & Scarface ft. Styles P
- Bang Bang – Krumbsnatcha (ft. Styles P.)
- I Never Thought – KZ (ft. Beanie Sigel, Styles P & Scarface)
- Can’t You See -- Lemar (ft. Styles P and Mica Paris)
- Knocking Heads Off -- Lil Jon (ft. Jadakiss, Styles P)
- Get in Touch With Us -- Lil’ Kim & Styles P
- Comrade’s Call – M-1 (ft. Styles P. & Bazaar Royale)
- We Belong Together (Remix) -- Mariah Carey (ft. Styles P And Jadakiss)
- Ya’meen -- Method Man (ft. Styles P, Fat Joe)
- We Gonna Win -- Miri Ben-Ari (ft. Styles P)
- Banned From TV – Noreaga (ft. Cam’ron, Styles P., Jadakiss, Big Pun & Nature)
- Just Another Day -- Obie Trice & Styles P.
- Raised With Them Gangstas -- Papoose (ft. The Lox, Black Rob & McGruff)
- 914 -- Pete Rock ft. Styles P & Sheek Louch
- Fly Shit -- Ras Kass ft. Styles P.
- Push It Remix -- Rick Ross ft. Bun B. Jadakiss, Styles P. & The Game
- Wise Guys – Statik Selektah ft. Nas, Styles P. & Scram Jones
- I’m High – T-Pain (featuring Styles P)